# برنات (آيت امحمد)
برنات هي إحدى مشيخات المملكة المغربية، تتبع جغرافيا لإقليم أزيلال وإداريًا لآيت امحمد. يقدر عدد سكانها بـ 3897 نسمة حسب الإحصاء الرسمي للسكان والسكنى لسنة 2004.